# Pedaliodes apicalis
Pedaliodes apicalis är en fjärilsart som beskrevs av Otto Staudinger 1897. Pedaliodes apicalis ingår i släktet Pedaliodes och familjen praktfjärilar. Inga underarter finns listade i Catalogue of Life.